# Joseph Barre
Pour les articles homonymes, voir Barre.
Joseph Barre est un historien français. Né à Paris en 1692, il est mort le 23 juin 1764 à Paris.

## Biographie
Chanoine régulier de Sainte-Geneviève, il devient chancelier de l'Université de Paris en 1744.

## Œuvres
On lui doit : 
- Histoire générale d'Allemagne (11 vol. 1748)
- Vie du maréchal de Fabert (2 vol. 1752)